# Rudolf Grapentin
Rudolf „Rudi“ Grapentin (* 24. August 1928 in Berlin) ist ein deutscher Maler und Grafiker.

## Leben und Werk

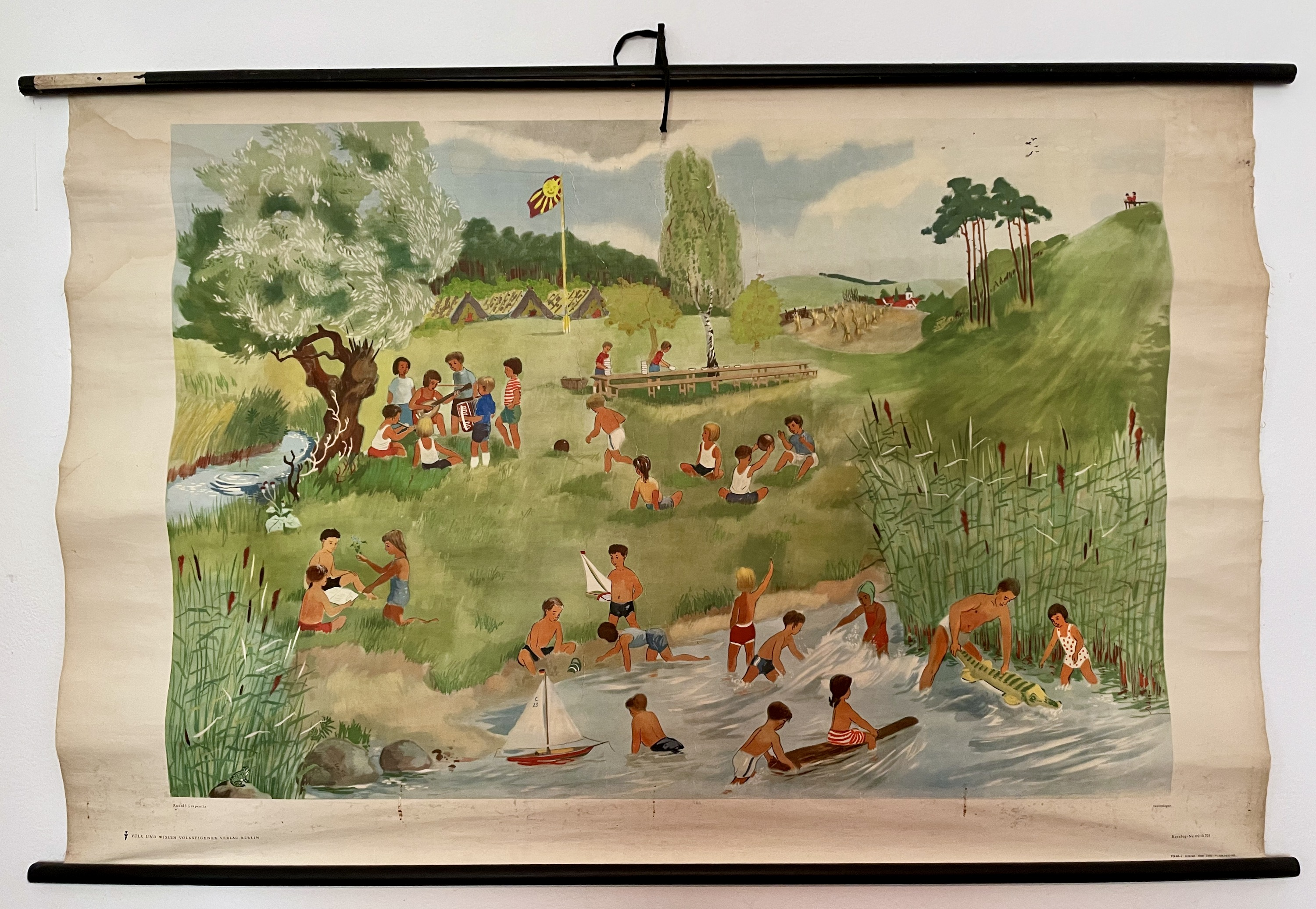
Schulwandbild zum Thema "Ferienlager" von Rudolf Grapentin

Grapentin studierte von 1948 bis 1952 an der Meisterschule für Graphik und Buchgewerbe in Berlin-Lichterfelde und arbeitet seit 1962 als freischaffender Maler und Grafiker. Bekannt wurde er in der DDR vor allem durch seine markanten Illustrationen, vor allem für Kinder- und Schulbücher. In den 1990er Jahren war er auch als Grabungszeichner in der Archäologie tätig.
Grapentin war Mitglied des Verbands Bildender Künstler der DDR.

## Buchillustrationen (Auswahl)
- Georg Stephan: Der goldene Götze. Verlag Kultur und Fortschritt, Berlin, 1956 (Kleine Jugendreihe)

- Michail Bubennow: Adlersteppe. Verlag Kultur und Fortschritt, Berlin, 1961

- Wolfgang Schreyer: Die Piratenchronik. Dramatische Szenen und Berichte aus der Geschichte der Luftspionage. Kongress-Verlag, Berlin, 1961

- Dagmar Alstaed: Diese Kiebiche. Kinderbuchverlag, Berlin, 1962 (Reihe Robinsons billige Bücher)

- Arne Leonhardt: Camp 87. buchclub 65, Berlin, 1965

- Christel Wenzlaff: Neues aus dem Butzemannhaus. Ein Beschäftigungsbuch für Kinder von 5 Jahren an. Verlag für Lehrmittel Pössneck, 1968

- Dorothea Renata Budniok: Verschollen auf der Langusteninsel. Verlag Neues Leben, 1971

- Maria Prileshajewa: Ein ungewöhnliches Jahr. Der Kinderbuchverlag, Berlin, um 1971

- Rudolf Dietze (Zusammenstellung): Was spielen wir? Über 350 Gesellschaftsspiele zur Unterhaltung im Klubhaus, Ferienheim und im Kreise der Familie. Verlag Tribüne, Berlin, vor 1971

- Carlos Rasch: Magma am Himmel. Wissenschaftlich- phantastischer Roman. Verlag Neues Leben, Berlin, 1975 (Reihe „Spannend erzählt“)

- Eilis Dillon: Das Haus an der Küste. Verlag Neues Leben, Berlin, vor 1979

- Karl May: Ein Ölbrand. Verlag Neues Leben, Berlin, 1985

- Günter Männel: Erst sehen- dann gehen. Lehrbuch für Verkehrserziehung Klassen 2 bis 4. Verlag Volk und Wissen, Berlin, vor 1985

## Ausstellungen
- 1960, 1976, 1979, 1982 und 1986: Berlin, Bezirkskunstausstellungen
- 1962/1963, 1972/1973, 1977/1978 und 1987/1988: Dresden, Deutsche Kunstausstellung bzw. Kunstausstellungen der DDR
- 1965: Berlin, Deutsche Akademie der Künste („Junge Künstler. Gebrauchsgraphik“)
- 1970: Berlin, Altes Museum („Im Geiste Lenins“)
- 1979: Berlin, Ausstellungszentrum am Fernsehturm („Buchillustrationen in der DDR. 1949 – 1979“)
- 1988: Berlin, Ausstellungszentrum am Fernsehturm („America latina“)